# Oxid lithný
Oxid lithný (Li2O) je sloučenina lithia a kyslíku. Tvoří bílou porézní hmotu o hustotě 2,013 g/cm³. Je to nejstálejší z oxidů alkalických kovů a vzniká také jako hlavní produkt při spálení kovu na vzduchu. Bývá však znečištěn peroxidem lithným (Li2O2). Čistý Li2O lze získat zahříváním hydroxidu, uhličitanu nebo dusičnanu lithného v proudu vodíku. S vodou se slučuje zvolna za vzniku hydroxidu lithného (LiOH). Rovnice reakce je Li2O + H2O → 2 LiOH. V přírodě se vyskytuje spolu s Al2O3 a SiO2 v minerálech spodumen, eucryptit, virgilit a petalit.

## Použití
Je používán jako součást keramických glazur. Vytváří modrou barvu s mědí a růžovou s kobaltem. Oxid lithný reaguje s vodou a párou a může z nich být vytěsněn.